# Scopula pulveraria
Scopula pulveraria là một loài bướm đêm trong họ Geometridae.